# Деклерк, Андре
Андре Деклерк (нидерл. André Declerck 27 августа 1919, Koekelare, Западная Фландрия — 13 сентября 1967, Руселаре, Западная Фландрия) — бельгийский профессиональный шоссейный велогонщик в 1940-1954 годах. 

## Достижения
1937
4-й Тур Фландрии U23
1938
1-й Тур Фландрии U23
2-й Гент — Вевельгем U-23
1939
1-й Гент — Вевельгем
2-й Гент — Вевельгем U-23
1942
6-й Тур Фландрии
1943
1-й À travers Paris
1-й Tour des onze villes
3-й Тур Лимбурга
9-й Льеж — Бастонь — Льеж 
1945
3-й Гент — Вевельгем
1946
3-й Париж — Брюссель
8-й Чемпионат Бельгии — Групповая гонка
1947
1-й Omloop Groot Oostende
1948
2-й Нокере Курсе
3-й Тур Бельгии — Генеральная классификация
1-й — Этапы 2 и 5
8-й Чемпионат Бельгии — Групповая гонка
1949
1-й Омлоп Хет Ниувсблад
1-й Натионале Слёйтингспрейс
1-й Gullegem Koerse
1-й — Этап 2 Тур Бельгии
1-й — Этапы 2 и 12 Тур Марокко
2-й Гент — Вевельгем
6-й Париж — Рубе
6-й Тур Фландрии
1950
1-й Омлоп Хет Ниувсблад
3-й Кюрне — Брюссель — Кюрне
3-й Гент — Вевельгем
5-й Льеж — Бастонь — Льеж 
7-й Париж — Рубе
1951
1-й Кюрне — Брюссель — Кюрне
2-й Омлоп ван хет Хаутланд
4-й Париж — Рубе
5-й Омлоп Хет Ниувсблад
6-й Чемпионат Бельгии — Групповая гонка
7-й Париж — Брюссель
9-й Тур Фландрии
1952
1-й — Этап 1 Тур Марокко
3-й Омлоп Хет Ниувсблад
1953
1-й Circuit Mandel-Lys-Escaut
2-й Брюссель — Ингойгем

## Статистика выступлений

### Гранд-туры
| Гранд-тур                 | 1948 |
| ------------------------- | ---- |
| Джиро д’Италия            | —    |
| Тур де Франс              | НФ   |
| (c 2010 ) Вуэльта Испании | —    |

| —  | Не участвовал  |
| НФ | Не финишировал |